# Jean-Pierre-Marie Cadalen
Jean-Pierre-Marie Cadalen (né à Alban le 1er novembre 1788 - mort à Saint-Flour le 17 avril 1836) est un ecclésiastique français du XIXe siècle qui fut évêque de Saint-Flour de 1833 à 1836.

## Biographie
Originaire du département du Tarn, il est ordonné prêtre dans le diocèse d'Albi le 23 mai 1812. Il est désigné comme évêque de Saint-Flour en 1833 et est consacré le 26 novembre de la même année par Jean Lefebvre de Cheverus avec comme co-consécrateurs Alexandre-Charles-Louis-Rose de Lostanges et Jean-Armand Chaudru de Trélissac, puis il prend possession de son siège l'année suivante.

## Armes
D'azur à la croix alaisée d'argent.